# カヌング県

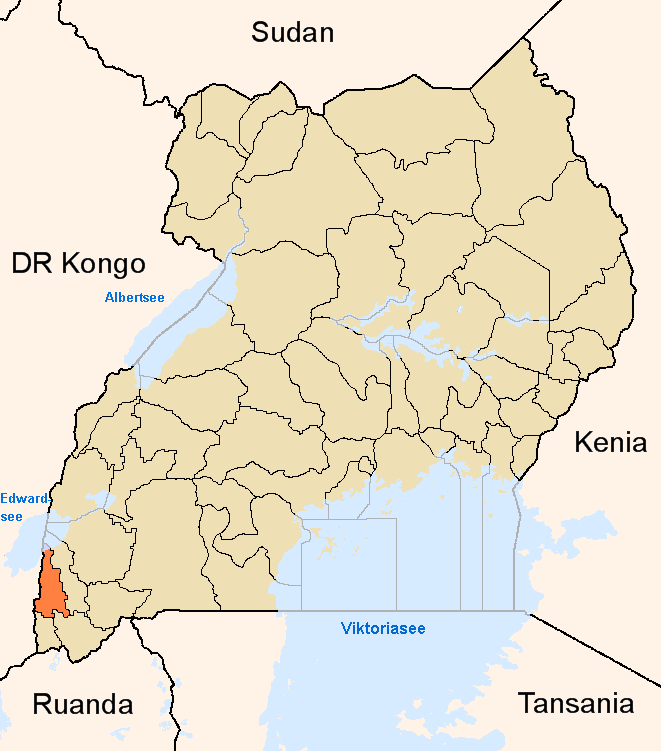
カヌング県と2001年から2005年の県境

カヌング県 (カヌングけん、Kanungu District) はウガンダ南西部、キゲジ北西部の県。第6期ウガンダ国会での法律により2001年7月にルクンギリ県から西部のキンキジ郡が分割され設置された。面積は1,228.28km²で、カヌングとキヒヒの2TCを含め11副郡に54教区と508の村が置かれている。2002年の国勢調査人口は 205,095人。知事に相当する第5地域議会 (LC5) 議長はジョゼフィン・カシャ。北はエドワード湖に臨み北部はクイーン・エリザベス国立公園、南部は山岳地帯でマフガのブリンビ峰は標高2,503mである。キソロ県、カバレ県の北部と共にブウィンディ原生国立公園に指定されている。2000年3月17日には神の十戒復古運動による集団自殺が起された。北キヴ紛争などの難民も流入した。

## 隣接する県
- ルバンダ県
- ルクンギリ県
- キソロ県
- 西にイシャシャ川を挟みコンゴ民主共和国北キヴ州と接する。